# 아르티옴 키우렝기안
아르티옴 키우렝기안(그리스어: Αρτιόμ Κιουρεγκιάν, 아르메니아어: Արտյոմ Սարգսի Կյուրեղյան 아르툠 사르그시 큐레갼, 1976년 9월 9일~)은 아르메니아 태생 그리스의 레슬링 선수이다. 2004년 하계 올림픽에서 그리스 국가대표로 참가하여 남자 그레코로만형 밴텀급 동메달을 획득했다.